# Guillaume Lamormaini
Guillaume (ou Wilhelm) Lamormaini, né le 29 décembre 1570 à Lamorménil, près de Dochamps, dans le duché de Luxembourg (aujourd'hui en Belgique), et décédé le 28 février 1648 à Vienne (Autriche), était  un prêtre jésuite luxembourgeois. Confesseur et conseiller de l’empereur Ferdinand II d’Autriche, il est un protagoniste important de la Contre-Réforme catholique en Europe centrale. 

## Biographie
Après avoir fréquenté le collège jésuite de Trèves (dans la principauté archiépiscopale du même nom, à l'est du duché de Luxembourg), ses excellents résultats lui obtiennent un soutien financier permettant de poursuivre des études à l’université jésuite de Prague (1586): il y devient docteur en philosophie.   Le 5 février 1590 il entre au noviciat des jésuites, à Brno, en Moravie. Il fait la théologie à Vienne (1592-1596) et est ordonné prêtre le 31 mars 1596 à Győr, en Hongrie. Sa première messe (5 mai 1596) est célébrée à Vienne.
Son premier poste important est à Graz (Autriche), à partir de 1598, où il se trouve lorsque Ferdinand II accède au pouvoir (1596). À part de brèves interruptions (en 1605-1606 et 1612), Lamormaini réside à Graz, comme professeur de philosophie à l'université (1598-1604), ensuite de théologie (1606-1612) et enfin comme recteur (1613-1621). Son amitié avec le futur empereur se noue à Graz, où Ferdinand est né et passe son enfance. Lamormaini n’est son ainé que de huit ans.  Sa correspondance montrera qu’il était en termes familiers avec d’autres membres de la famille archiducale, particulièrement les sœurs et le frère de Ferdinand.
Son mandat à l'université de Graz terminé il fait un voyage à Rome pour y traiter, entre autres, des affaires ecclésiastiques d’Europe centrale. À son retour il est nommé recteur du collège de Vienne (1622). Lorsque Martin Bécan, meurt (1626), Lamormaini est choisi pour le remplacer comme confesseur de Ferdinand II. Il le sera jusqu’au décès de l’empereur, le 15 février 1637. Lamormaini passe le reste de sa vie à Vienne où il est, pour la deuxième fois, recteur du collège (1639-1643) et Supérieur provincial des jésuites d’Autriche (1643-1644).

## Confesseur royal et conseiller politique
A Vienne, comme confesseur et conseiller de Ferdinand II, Lamormaini joue un rôle prépondérant  dans la conception de la politique impériale durant la guerre de Trente Ans. L’amitié forgée à Graz - teintée d’admiration mutuelle - se change en proche collaboration lorsque Ferdinand devient empereur et choisi Lamormaini comme confesseur. Celui-ci est convaincu que Ferdinand a reçu la mission providentielle de restaurer le catholicisme dans les terres habsbourgeoises, dès que la chose est possible et dans les limites fixées par la Paix d'Augsbourg de 1555. 
Il encourage vivement l’empereur à adopter dans l’empire les mesures de Contre-Réforme déjà adoptée en Autriche, Bohême et Hongrie. Grâce à Lamormaini quelque 17 collèges jésuites sont fondés, ou restaurés, dans l’empire. Il prend part également à la réforme des universités de Prague et Vienne.
L’édit de restitution de 1629, par lequel Ferdinand II tente de récupérer les biens de l’Église catholique accaparés par les protestants n’a pas Lamormaini pour origine, même si cet édit est primordial dans la politique de restauration catholique. Lamormaini cherche à gagner autrement les états protestants modérés, évitant de se les aliéner. En fin politique il s’oppose à une intervention de l’empire du côté trop catholique que représente l’Espagne dans la guerre de succession de Mantoue (1628-1631).  Ce qui fait que l’Espagne milite, sans succès, pour le faire éloigner de la cour de Vienne. Il encourage l’empereur et le conseille dans le sens de la politique papale de réconciliation entre les états des Habsbourg et la France catholique. 
Après la défaite impériale à la bataille de Breitenfeld (1631), devant les forces protestantes (sous le commandement de Gustave-Adolphe de Suède), l’influence du Lamormaini diminue; il est critiqué à la cour de Vienne, dans l’opinion publique et même parmi ses confrères jésuites. 
Avec la Paix de Prague (1635) modifiant substantiellement l'Edit de Restitution Ferdinand II s’éloigne substantiellement des idées de Lamormaini. Pour des raisons pragmatiques il renonce également à toute entente avec la France. L'influence politique du confesseur a radicalement diminué. L’amitié et l’estime restent entières cependant. C’est Lamormaini qui est appelé au chevet de Ferdinand II et l'accompagne spirituellement durant ses derniers moments, le 15 février 1637. 
Immédiatement après sa mort Lamormaini compose une biographie de Ferdinand II, qu’il publie l’année suivante. Sous le nouvel empereur, Ferdinand III, les ecclésiastiques n’ont plus la même influence sur les affaires politiques, même si l’empereur reste favorable aux jésuites. Lamormaini est éloigné de la cour et après un nouveau mandat comme recteur du collège (1639-1643) termine sa vie à Vienne, comme prédicateur et confesseur à l’église. Il meurt à l’âge avancé de 78 ans.

## Malaise chez les jésuites
Depuis un certain temps le supérieur général des jésuites était inquiet. Mutio Vitelleschi tente de ramener Lamormaini à sa mission de confesseur, dans un cadre spirituel acceptable par la Compagnie de Jésus, lui rappelant les directives de son prédécesseur, Claudio Acquaviva sur le rôle des confesseurs : « le confesseur doit éviter même l’apparence d’exercer le pouvoir à travers le prince. Il ne peut se laisser utiliser pour obtenir des faveurs, ni pour faire passer des ordres aux ministres ou, pire encore, les réprimander » « Que le confesseur prenne garde de ne s’occuper que des choses qui concernent la conscience des princes, ou y sont liées, telles des œuvres de charité »
La plus grande réalisation a été peut-être spécialement l'établissement ou la restauration de collèges jésuites, obtenant facilement de l’empereur l’aide nécessaire, car tous deux s’accordent à considérer la solide éducation humaniste et catholique que donnent les collèges jésuites comme le meilleur atout de la Contre-Réforme. Comme religieux il laisse le souvenir d’un homme droit et pieux, parfois têtu et brusque. 
Convaincu du bien-fondé de ses opinions et du bon droit de la Vérité catholique, il a une conception  du rôle de confesseur royal qui dépasse ce que permettait le droit de la Compagnie de Jésus, d’où les fréquents rappels à l’ordre du Supérieur Général, souvent restés sans effet.  Son programme théologico-politique engendra une forte opposition y compris parmi les jésuites. Il provoqua une recrudescence de l’anti-jésuitisme de certains milieux, y compris catholiques comme en font foi, par exemple, les écrits polémiques de Caspar Schoppe.  Il est l’image du confesseur royal jésuite, telle que la retiendra l’histoire.

## Écrit
- Ferdinandi II Romanorum Imperatoris virtutes, Vienne, 1638.